# Megumi Kamionobe
Megumi Kamionobe (上尾野辺 めぐみ, 15 de març de 1986) és una futbolista japonesa.

## Selecció del Japó
Va debutar amb la selecció del Japó el 2009. Va disputar 34 partits amb la selecció del Japó. Ha disputat Copa del Món de 2011 i 2015.

## Estadístiques
| Selecció del Japó | Selecció del Japó | Selecció del Japó |
| Anys              | Partits           | Gols              |
| ----------------- | ----------------- | ----------------- |
| 2009              | 1                 | 0                 |
| 2010              | 10                | 1                 |
| 2011              | 6                 | 1                 |
| 2012              | 1                 | 0                 |
| 2013              | 5                 | 0                 |
| 2014              | 4                 | 0                 |
| 2015              | 5                 | 0                 |
| 2016              | 2                 | 0                 |
| Total             | 34                | 2                 |